# قطعنامه ۵۱۰ شورای امنیت
قطعنامه ۵۱۰ شورای امنیت سازمان ملل متحد که در تاریخ ۱۵ ژوئن ۱۹۸۲ تصویب شد، سندی بین‌المللی دربارهٔ قبرس است. این قطعنامه طی نشست ۲۳۷۸ام با ۱۵ موافق، ۰ مخالف و ۰ ممتنع تصویب شد.